# Omiška Dinara
Omiška Dinara (někdy pouze Dinara) je pohoří v jižním Chorvatsku, nacházející se na území Splitsko-dalmatské župy. Rozkládá se kolem mořského pobřeží, táhne se od města Omiš k vesnici Gornja Brela. Severně od pohoří leží údolí řeky Cetiny. Nejvyšším vrcholem je Kula, vysoká 864 m n. m.
Severně od pohoří leží vesnice Podašpilje, Svinišće, Kučiće a Slime. Jižně se nacházejí vesnice Borak, Nemira, Stanići, Čelina, Lokva Rogoznica, Mimice, Marušići a Pisak.
Na Omišce Dinaře stojí pevnost Starigrad, taktéž nazývaná jako Fortica. Nedaleko vrcholu Baba nad vesnicí Lokva Rogoznica stojí kostel svatého Víta.

## Vrcholy
- Kula – 864 m
- Kozji rat – 788 m
- Sinjal – 761 m
- Stražina – 731 m
- Kozjak – 722 m
- Golo brdo – 697 m
- Lokvica – 671 m
- Baba – 665 m
- Šatarice – 642 m
- Smričice – 601 m
- Biline stine – 597 m
- Debela glavica – 563 m
- Vrh Pleća – 489 m
- Fortica – 303 m